# Marta Azcona
Marta Azcona, es una escritora y guionista de  televisión española.

## Biografía
Natural en Oviedo, hija y hermana de periodistas, empezó su colaboración con distintas producciones de televisión de la mano de Fernando García Tola. 
Es licenciada en Filología Inglesa por la Universidad de Oviedo. 
Autora de Manual de amargados, maniáticos y depresivos, publicado en Temas de Hoy, y como escritora de libros para niños, destaca su obra Un regalo diferente, ilustrada por Rosa Osuna y editada por Kalandraka.
Fue guionista de Al salir de clase para Telecinco, de El pasado es mañana también para Telecinco y de Suárez y Mariscal para Cuatro. También formó parte del equipo de guionistas de Yo soy Bea para Telecinco.

## Filmografía

### Televisión
| Año         | Series                    |
| ----------- | ------------------------- |
| 2016 - 2017 | La candidata (*)          |
| 2015 - 2016 | Antes muerta que Lichita* |
| 2006 - 2009 | Yo soy Bea (G)            |
| 2005        | Suárez y Mariscal (G)     |
| 2005        | El pasado es mañana (G)   |
| 1997 -2002  | Al salir de clase (G)     |

- (G) Guionista
- (*) Historia original creada junto con Covadonga Espeso, Jordi Arencon y Ariana Martín, adaptada para Televisa por Pedro Armando Rodríguez, Alejandra Romero, Humberto Robles y Héctor Valdés.
- (*) Historia original junto con Covadonga Espeso, Jordi Arencon, Ariana Martín y Miguel Hervás, adaptada para Televisa por Leonardo Bechini y Óscar Tabernise.